# Ремі Мунасіфі
Ремі Мунасіфі (нар. 16 червня 1980) — американський стендап комік, музикант-пародист, репер і відеохудожник, який став інтернет-знаменитістю після створення комедійних скетчів про арабів під іменем «GoRemy» на YouTube. Його відео набрали понад 98 мільйонів переглядів станом на червень 2021 року.

## Особисте життя
Мунасіфі народився у Вашингтоні та виріс у Макліні, штат Вірджинія. Його батько, іракського походження, працює лікарем, а мати, ліванського походження, є інструктором з пілатесу. Мунасіфі закінчив програму з відзнакою в Єзуїтському університеті Вілінг у Вілінгу, штат Західна Вірджинія, у 2002 році.
Він неодноразово відвідував Ліван; багато його родичів переїхали туди з Іраку після початку війни в Іраку в 2003 році.

## Кар'єра

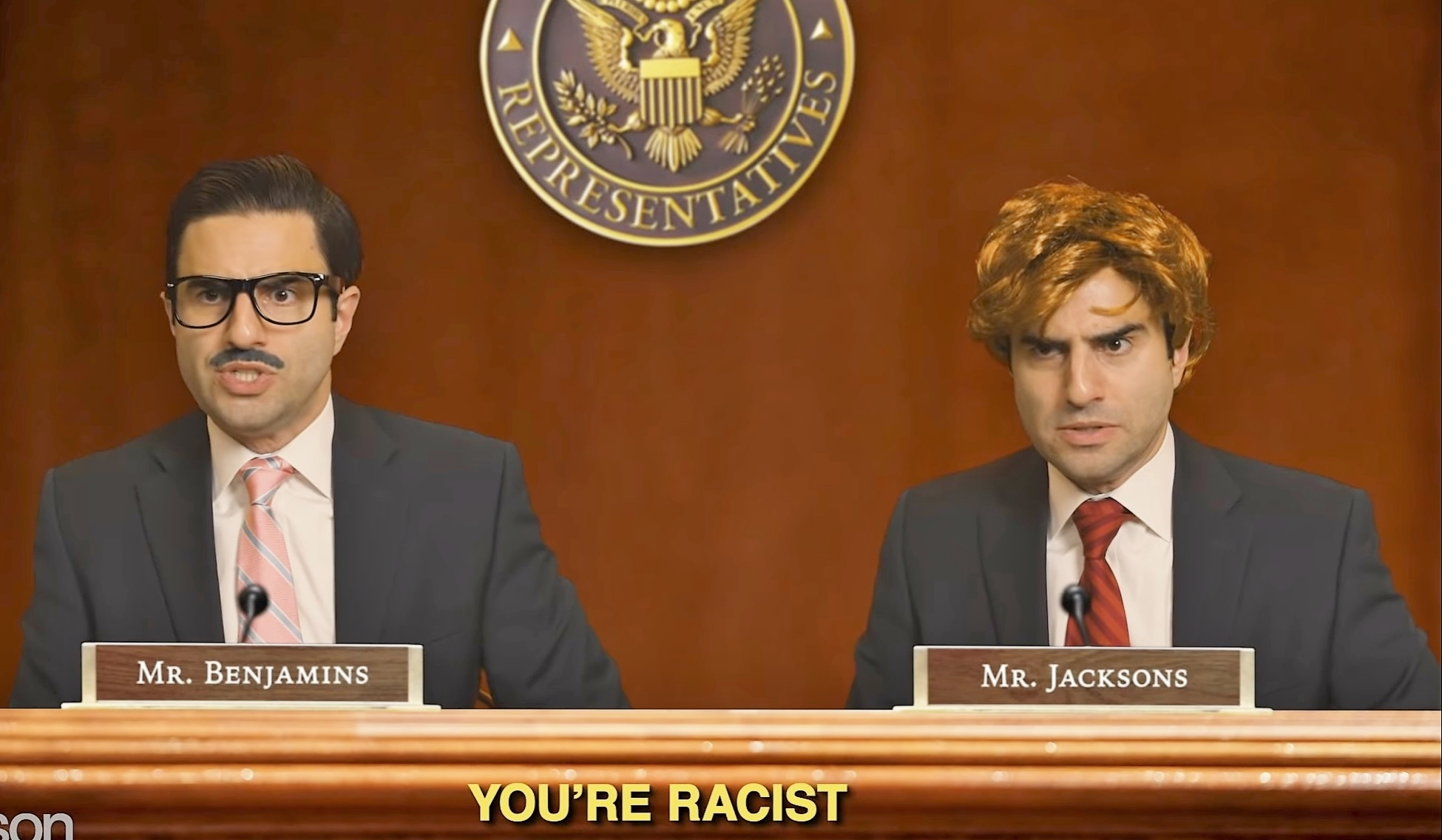
Мунасіфі в образі двох представників США у відео Raise the Debt Ceiling Rap (Again) для Reason TV у 2021 році

Комедійне альтер-его Мунасіфі, «Хабіб Абдул Хабіб», набуло популярності завдяки жартам на теми, такі як заходи безпеки в США. Він також відомий відео під назвою «Арлінгтон: Реп», яке зібрало 300 000 переглядів менш ніж за день.
У 2009 році він підписав контракт з Gersh Agency, а згодом отримав угоду з Comedy Central Records. Відтоді Мунасіф був на розігріві у репера Wale, коміка Браяна Позена та інших.
Він неодноразово виступав на Нью-Йоркському арабсько-американському фестивалі комедії. Дебютний EP Мунасіфа, під назвою The Falafel Album, доступний на iTunes. The Falafel Album був сильно впливовий його іракським та ліванським корінням, особливо культурою та кухнею.
Політичне пародійне відео Мунасіфа 2011 року під назвою «Raise the Debt Ceiling» набрало понад 750 000 переглядів на YouTube. Він був запрошений на кілька національних новинних програм, де обговорював зміст пісні та свої погляди на питання стелі державного боргу.
Наприкінці 2021 року, коли борг уряду США більш ніж подвоївся з часу випуску його першої композиції на цю тему, Ремі випустив сиквел.
З 2010 року Мунасіф співпрацює з Reason TV та Reason Foundation, створюючи лібертаріанські пародійні відео.
У 2020 році він створив другий канал, MTGRemy, де публікує пародійні пісні та скетчі про популярну карткову гру Magic: The Gathering.

## Дискографія

### Студійні альбоми
| Тип       | Назва  | Реліз | Формат | Автор         | Треки |
| --------- | ------ | ----- | ------ | ------------- | --- |
| Студійний | the cd | 2009  | CD     | Ремі Мунасіфі | «Two Percent Milk: The Rap», «Eggs Over Easy: The Rap», «It's Been Declined», «Warcraft: The Rap», «Turbo Tax: The Rap», «McDonald's: The Rap», «Remy's Debate Question», «Fantasy Football: The Rap», «Birthday Hat: The Rap», «What a Day It's Been!», «Happy Holidays: The Rap», «Opposites Attract», «Extra Cheese: The Rap», «Hummus: The Rap», «Slow Jam», «Partly Cloudy: The Rap» |

### Мініальбоми (EP)
- The Falafel Album (2010)